# Hermann von Hanneken
Hermann von Hanneken, nemški general, * 5. januar 1890, † 22. julij 1981.